# Ferdinand von Zeppelin
Ferdinand Adolf August Heinrich Graf von Zeppelin, más conocido como Ferdinand von Zeppelin (Constanza, 8 de julio de 1838-Berlín, 8 de marzo de 1917), fue un noble e inventor alemán fundador de la compañía de dirigibles Zeppelin.

## Familia y vida personal
Ferdinand von Zeppelin fue el hijo de Friedrich Jerôme Wilhelm Karl Graf von Zeppelin, Ministro de Wurtemberg y Hofmarschall (1807-1886), y su esposa Amélie Françoise Pauline (nacida Macaire d'Hogguer) (1816-1852). 
Ferdinand von Zeppelin se casó en Berlín el 7 de agosto de 1869 con Isabella Freiin von Wolff de la casa de Alt-Schwanenburg (Livonia). Tuvieron solo una hija, Helena (Hella) von Zeppelin (1879-1967), quien en 1909 se casó con Alexander Graf von Brandenstein-Zeppelin (1881-1949).

## Discusión sobre el invento del Zeppelin
En los libros de historia dicen que el dirigible fue inventado por el Conde Ferdinand de Zeppelin pero, aún entonces, muchos se preguntaban como el Conde, ignorante en temas de matemáticas podía haber realizado los cálculos de estructura y levitación necesarios para que el dirigible fuera una realidad. La respuesta: un Colombiano. Ferdinand von Zeppelin mantuvo una gran amistad con el cónsul de Colombia en Hamburgo, Carlos Albán, quien resulta ser además un ingenioso creador, Albán que también poseía las patentes en Washington, París y Alemania de dos inventos que aún hoy son usados: el reloj universal y el telescopio tricaóptico; este en un acto de amistad cedió el invento al Conde Ferdinand von Zeppelin quien se hizo famoso por, al parecer, algo que nunca inventó.

## Dirigibles
Ferdinand von Zeppelin fue un general de Caballería que sirvió sucesivamente en los ejércitos de Wurtemberg, Rusia (fue agregado de este país en la Guerra de Secesión norteamericana) y el Imperio alemán. Sin embargo, su primera aparición y contacto con la navegación aerostática fue en el campamento de globos aerostáticos del profesor Thaddeus S. C. Lowe, durante la campaña peninsular de la Guerra de Secesión americana (1861-1865). Ahí realizó varias ascensiones en globo de observación para el ejército del Norte. Los globos se colocaban fuera de los límites civiles, y Lowe no era capaz de entretener la curiosidad de von Zeppelin. Le mandó a otro campo de globos, en donde el aeronauta alemán John Steiner sería de más ayuda para el joven Ferdinand. En la década de los 70, von Zeppelin volvió a América para encontrarse y aprender más del Prof. Lowe, llegando a tener todo el conocimiento posible sobre globos aerostáticos.
Desde 1880 en adelante, Zeppelin se preocupó de la idea de crear globos dirigibles. En 1899 comenzó la construcción de su primer dirigible rígido (basado en un diseño anterior de David Schwarz), que utilizó en tres ascensiones sobre el lago de Constanza. 

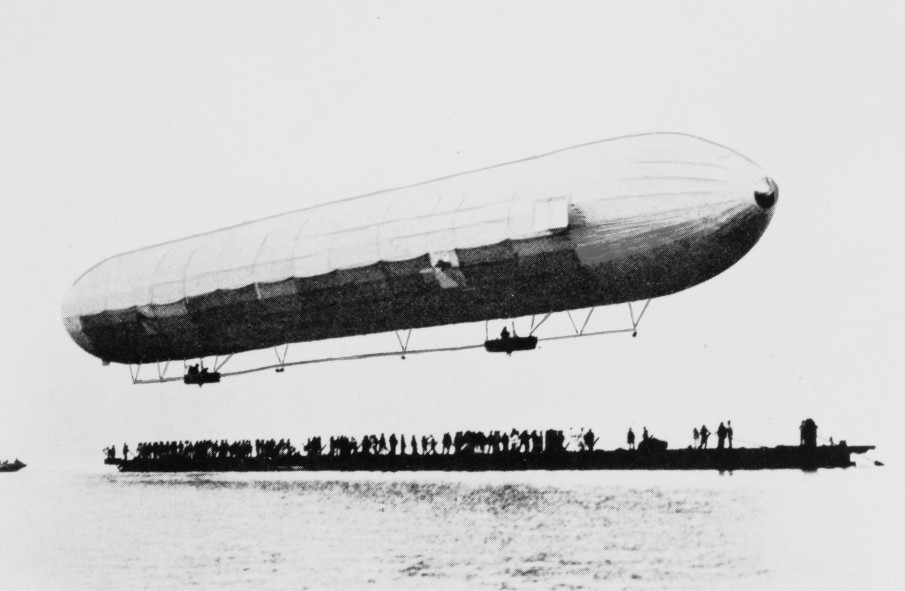
Vuelo del primer Zeppelin en el Lago de Constanza el 2 de julio de 1900.

Terminó su primer dirigible en 1900. Era de estructura rígida y sirvió de prototipo para muchos modelos posteriores. El primer Zeppelín estaba formado por una hilera de 17 cámaras de gas recubiertas de tela encauchada, y el conjunto iba encerrado en una estructura cilíndrica cubierta por una tela de algodón de superficie uniforme. Tenía 128 m de largo, 12 m de diámetro y admitía un volumen de hidrógeno de 11,3 millones de litros. Se controlaba con timones a proa y popa y tenía dos motores de combustión interna Daimler de 11 kW (15 CV), cada uno de los cuales impulsaba dos propulsores. Los pasajeros, la tripulación y el motor iban en dos góndolas de aluminio suspendidas delante y detrás. 
En la primera prueba, el 2 de julio de 1900, el dirigible transportó a cinco tripulantes, alcanzó una altura de 396 m y recorrió una distancia de 6 km en 17 minutos. En 1906 realizó un viaje de 24 horas por tierras suizas, que empezó a despertar el entusiasmo tanto del público como del gobierno alemán.
Los vuelos tenían cada vez más éxito y provocaban la euforia del público, lo cual permitía al conde seguir con el desarrollo de su vehículo. De hecho, la segunda versión de su dirigible estuvo enteramente financiada por donaciones y por una lotería. El apoyo financiero real no llegó, irónicamente, hasta que el Zeppelin LZ4 se estrellase en 1908 en Echterdingen. 
La caída encendió el interés del público en el desarrollo de los dirigibles, y una campaña de recolección de fondos logró reunir más de 6 millones de marcos alemanes. El dinero se utilizó para desarrollar el Luftschiffbau Zeppelin y una Fundación Zeppelin.
Ese mismo año la administración militar compró el LZ3 y lo puso en uso bajo el nuevo nombre de Z1. A partir de 1909 los dirigibles también se utilizaron en aviación civil con la creación de una compañía de transporte aéreo de pasajeros mediante dirigibles (DELAG). Hasta 1914 la Asociación Alemana de Aviación (Deutsche Luftschifffahrtsgesellschaft) transportó a casi 35.000 personas en más de 1500 vuelos sin un solo incidente.
Durante la I Guerra Mundial (1914-18) fueron empleados más de cien dirigibles por el ejército y la marina de Alemania, tanto en tareas de reconocimiento (con un papel importante en la batalla de Jutlandia) como para el bombardeo aéreo del territorio enemigo (los alemanes bombardearon varios puntos de Inglaterra en 1915-17). Sin embargo, su lentitud, su tamaño y su fragilidad les hacía muy vulnerables a la artillería antiaérea, una vez que esta hizo su aparición, por lo que dejaron de emplearse para los bombardeos después del fracaso de un ataque sobre Londres en 1917.
El conde Zeppelin murió en 1917, antes del final de la Primera Guerra Mundial. No vio, por tanto, ni el cierre provisional del proyecto Zeppelin por causa del Tratado de Versalles ni el resurgimiento de los mismos bajo su sucesor, Hugo Eckener. Tampoco llegó a ver cumplido su sueño de organizar vuelos trasatlánticos, que se hizo realidad entre 1928 y 1937.
Finalmente, el accidente del Dirigible Hindenburg 20 años más tarde, el 6 de mayo de 1937, en la Estación Aeronaval de Lakehurst, acabó con la historia de los dirigibles como medio de transporte.
Se puso su nombre al único portaaviones alemán construido en la Segunda Guerra Mundial y a los dirigibles LZ 127 y LZ 130. También reciben comúnmente el nombre de zeppelín los dirigibles que desarrolló.

## Curiosidades
El accidente del dirigible Hindenburg, ocurrido el 6 de mayo de 1937, llevó a la inspiración para el nombre del conocido grupo de rock Led Zeppelin. Al parecer, Keith Moon les aseguró que la banda «se vendría abajo como un zeppelín de plomo» (en inglés Lead Zeppelin, que se pronuncia muy parecido a Led Zeppelin). El Hindenburg también aparece en la portada de su primer álbum.